# Giuliano da Empoli
Giuliano da Empoli (? –) olasz és svájci politikai esszéíró és regényíró. A milánói székhelyű Volta agytröszt alapító elnöke és a Sciences Po Paris professzora. 2022-ben jelentette meg debütáló regényét francia nyelven, a Le Mage du Kremlin-t, amelyért elnyerte a Francia Akadémia fődíját.

## Élete és pályafutása
1973-ban született Párizs közelében, egy gazdag és előkelő külvárosban, Neuilly-sur-Seine-ben. Több európai országban is nőtt fel, jogi diplomát szerzett a római Sapienza Egyetemen, majd politikatudományi mesterdiplomát szerzett a párizsi Institut d'études politiques (Sciences Po) intézményben.
Firenze kulturális alpolgármestere és Matteo Renzi olasz miniszterelnök főtanácsadója volt.
Emellett a Velencei biennálé igazgatótanácsának tagja és a firenzei Gabinetto Vieusseux elnöke is volt.
2006 és 2008 között Francesco Rutelli, Olaszország miniszterelnök-helyettesének és kulturális miniszterének főtanácsadójaként dolgozott, és megalapította az első Olasz Formatervezési Tanácsot Milánóban.
2016-ban megalapította a Volta agytrösztöt, amely a Global Progress hálózat tagja.
Számos konferencián volt vendégelőadó világszerte (többek között a São Pauló-i ESPM-en, a genfi Finance Foundationon, a párizsi Foundation Ricardon és a zürichi Club Baur au Lac-on), és tagja a párizsi Travellers Clubnak.

### Író és politikai esszéíró
1996 óta rendszeres munkatársa és rovatvezetője az ország vezető nyomtatott médiájának, köztük az Il Corriere della Sera-nak, a La Repubblicának, az Il Sole 24 Ore-nak és az Il Riformista-nak.
Emellett heti talkshow-t vezetett Olaszország fő pénzügyi hírrádióján, a Radio 24-en. Íróként és társadalmi kommentátorként rendszeresen szerepelt az összes főbb olasz tévécsatornán.
Huszonkét éves korában adta ki első könyvét, az „Un grande futuro dietro di noi”-t, amely az olasz fiatalok problémáiról szólt. A könyv országos vitát váltott ki, és a La Stampa napilap az „Év Emberének” nevezte ki.
2022-ben jelent meg debütáló regénye, a Le mage du Kremlin (A Kreml mágusa), melynek főszereplőjét Vlagyimir Putyin tanácsadója, Vlagyiszlav Szurkov mintájára alkotta meg. A regény 2022-ben elnyerte a Francia Akadémia irodalmi fődíját. A regény a 2022-es Goncourt-díj döntőse volt. A regény tizennégy szavazási forduló után vereséget szenvedett Brigitte Giraud Vivre vite című regényével szemben, ami patthelyzettel végződött, így a Goncourt Akadémia elnöke adta le a döntő szavazatot, Giuliano da Empoli helyett Giraud-t választva.

## Könyvei
- Un grande futuro dietro di noi (Marsilio, 1996) ISBN 88-317-6488-8
- La Guerra del talento (2000) a meritokráciáról és a mobilitásról a digitális gazdaságban ISBN 88-317-7401-8[15]
- Overdose (2002) az információ túlterhelésről ISBN 88-317-7966-4[16]
- Fuori controllo (2004)[17] a kortárs társadalom „brazilizálódásáról”  ISBN 88-317-8659-8[18]
- La sindrome di Meucci (2005) az olasz kreatív iparágakról ISBN 88-317-8923-6[19]
- Canton Express (2008), egy történelmi útleírás ISBN 978-88-06-19212-9[20]
- Obama, La politica nell'era di Facebook (2008) Barack Obama megválasztásáról, mint az önéletrajzi politika példájáról[21] ISBN 88-317-9608-9
- Contro gli specialisti (Marsilio, 2013) ISBN 88-317-1516-X
- La prova del potere (Mondadori, 2015) ISBN 88-046-5069-9
- Le Florentin (Grasset, 2016) ISBN 2246859875
- La rabbia e l'algoritmo (Marsilio, 2017) ISBN 978-88-317-2773-0
- Les ingénieurs du chaos (Lattès, 2019) ISBN 9782709664066
- Le mage du Kremlin (Gallimard, 2022) ISBN 9782072958168
  - A Kreml mágusa – (Park, Budapest, 2023) ISBN 9789633559406 Fordította: Pataki Pál
- L'Heure des Prédateurs (Gallimard, 2025) ISBN 978-2-07-311320-7

## Fordítás
- Ez a szócikk részben vagy egészben  a   Giuliano da Empoli című angol Wikipédia-szócikk ezen változatának fordításán alapul.  Az eredeti cikk szerkesztőit annak laptörténete sorolja fel. Ez a jelzés csupán a megfogalmazás eredetét és a szerzői jogokat jelzi, nem szolgál a cikkben szereplő információk forrásmegjelöléseként.